# Mount Gardiner (Antarktika)
Mount Gardiner ist ein 2480 m hoher Berg aus Granit mit einer an einen Gebirgskamm erinnernden Form in der antarktischen Ross Dependency. Er ragt rund 5 km östlich des Mount Ruth und südlich der Einmündung des Bartlett-Gletschers in den Scott-Gletscher im Königin-Maud-Gebirge auf. 
Entdeckt wurde er von der Mannschaft um den Geologen Quin Blackburn (1900–1981) bei der zweiten Antarktisexpedition (1933–1935) des US-amerikanischen Polarforschers Richard Evelyn Byrd. Byrd benannte den Berg nach Joseph T. Gardiner, dem neuseeländischen Agenten dieser und Byrds erster Antarktisexpedition (1928–1930).